# Thomas Wentworth, I conte di Strafford
Thomas Wentworth, I conte di Strafford (Londra, 13 aprile 1593 – Tower Hill, 12 maggio 1641) è stato un politico inglese e una figura di grande rilievo nel periodo precedente la guerra civile.
Thomas Wentworth, uno dei capi dell'opposizione fu inizialmente parlamentare sotto Carlo I, divenendo in seguito consigliere fidato del re, tanto da assumere nel 1640 il titolo di conte di Strafford.  Fu però messo in stato d'accusa dal Lungo Parlamento, condannato a morte e giustiziato.

## Biografia

### Primi anni
Nacque a Londra il 13 aprile 1593. Era figlio di Sir William Wentworth, della Wentworth Woodhouse, vicino a Rotherham, esponente di un'antica famiglia dello Yorkshire, e di Anne, figlia di Sir Robert Atkins di Stowell, Gloucestershire. Fu inviato a studiare presso il St John's College di Cambridge, divenendo uno studente di legge all'Inner Temple nel 1607. Quattro anni più tardi, nel 1611, si laureò completando gli studi. Nello stesso anno sposò Margaret, figlia di Francis Clifford, IV conte di Cumberland.

### Carriera politica
Nel 1614 Wentworth entrò nel Parlamento inglese come rappresentante per lo Yorkshire e si oppose fin dall'inizio alla politica di Giacomo I, confrontandosi spesso ed animatamente con il favorito del re, George Villiers, I duca di Buckingham. Tuttavia la sua posizione all'interno del Parlamento era abbastanza ambigua, poiché sebbene non simpatizzasse per la fazione favorevole al conflitto con la Spagna, tuttavia si schierava al loro fianco per opporsi alle continue limitazioni dei diritti e dei privilegi del Parlamento.
Nel 1622 morì la sua prima moglie e nel 1625 si risposò con Arabella Holles, figlia di John Holles, I Conte di Clare. Eletto come rappresentante di Pontefract nel Parlamento del 1623 non prese attivamente parte alla vita politica del regno di questo periodo.
Riletto nel 1628, voltò faccia ai parlamentaristi divenendo membro del consiglio privato nel 1630. L'anno successivo fu Lord deputato d'Irlanda, ove operò una modernizzazione degli apparati statali. Si delineò nel frattempo come nemico dei presbiteriani scozzesi.
Nel 1639 Carlo I d'Inghilterra lo richiamò in Inghilterra, creandolo nel 1640 conte di Strafford. Successivamente richiese in Irlanda tributi per portare guerra ai presbiteriani ottenendoli, non avendo però l'approvazione del parlamento breve londinese.
Con il consenso più o meno esplicito del re attaccò la Scozia, quale luogotenente generale dell'esercito britannico, riportando una clamorosa sconfitta.

### Il ritorno a Londra e l'impeachment
Alla fine del 1640, dopo la convocazione del lungo parlamento, Carlo chiamò Strafford a Londra. Una delle prime mosse del Parlamento fu quella di mettere sotto accusa Strafford per i "gravi crimini" ("high misdemeanours") che avrebbe commesso durante la sua luogotenenza in Irlanda. Arrivò il 9 novembre e il giorno dopo chiese a Carlo di prevenire il suo impeachment accusando i leader del parlamento di intelligenza con gli scozzesi. Temendo che il suo tradimento venisse a galla, John Pym consegnò l'impeachment alla Camera dei Lord l'11 novembre. Strafford si presentò di persona per affrontare i suoi accusatori, ma fu immediatamente preso in custodia. Il 25 novembre Strafford fu mandato alla Torre di Londra e, il 31 gennaio 1641, furono resi pubblici i capi d'accusa: Strafford era accusato di aver cercato di sovvertire le leggi fondamentali del Regno e di instaurare un regime autoritario.

### Il fallimento dell'impeachment e il Bill of Attainder
Strafford fu processato davanti alla Camera dei Lord alla presenza del re. Per quanto tirannica fosse stata la sua condotta in Irlanda, fu subito chiaro che l'accusa di alto tradimento era infondata. Strafford sfruttò appieno la debolezza dell'accusa riuscendo a convincere la maggioranza dei Lord della sua innocenza. Pochi Lord provavano simpatia personale per Strafford, ma c'era un discreto numero di "moderati", in particolare Francis Russell, IV conte di Bedford, che pensavano che impedirgli di servire il re fosse una punizione sufficiente. Le famiglie delle sue due prime mogli, i Clifford e gli Holles, usarono tutta la loro influenza per ottenere una sospensione del procedimento: persino Denzil Holles, convinto oppositore del re, si dimostrò contrario alla condanna a morte di Strafford. 
Temendo che le loro trame con gli scozzesi venissero smascherate, i nemici di Strafford si dimostrarono implacabili nella loro determinazione a mandarlo a morte. I Comuni, resisi conto che Strafford sarebbe stato probabilmente assolto dai Lord, approvarono un Bill of Attainder con una maggioranza di 204 a 59. Il Bill of Attainder permetteva alle camere di dichiarare Strafford colpevole di alto tradimento e di punirlo senza processo. I 59 membri dei Comuni che avevano votato contro il Bill of Attainder vennero accusati di essere "Straffordiani e nemici della nazione"; manifesti con loro nomi vennero affissi ai muri nei luoghi più frequentati della città.
Frattanto una grande folla sobillata dai Comuni, armata di spade e bastoni, si radunò fuori dalla Camera dei Lord, chiedendo a gran voce l'esecuzione di Strafford; alcuni di loro gridarono che se non potevano avere la sua vita, avrebbero preso quella del re. Era ormai chiaro che Strafford sarebbe morto.
Terrorizzati dalla folla e temendo che il re avrebbe potuto usare la forza militare contro di loro, i Lord approvarono il Bill of Attainder contro Strafford l'8 maggio. Una delegazione di rappresentanti di entrambe le camere portò il documento alla Banqueting House per farlo firmare al re; i membri erano accompagnati da una folla di circa 12.000 persone che gridavano: Giustizia! Giustizia!
Tuttavia, Strafford aveva servito con lealtà il re, e Carlo non aveva intenzione di firmare la condanna a morte per motivi di coscienza, soprattutto perché aveva esplicitamente promesso a Stafford che non sarebbe stato condannato a morte. Tuttavia, opporsi alla volontà del Parlamento avrebbe potuto mettere seriamente a rischio la monarchia. Quando Carlo convocò i vescovi per chiedere il loro consiglio, alcuni di loro, come James Ussher, arcivescovo di Armagh, sostennero che il re non poteva in coscienza rompere la promessa fatta a Strafford; altri, come il vescovo John Williams di Lincoln, sostennero al contrario che la ragion di Stato consentiva al re di violare la parola data.
Nel frattempo, la folla sobillata dai leader parlamentari si era ammassata davanti al palazzo di Whitehall, minacciando di vendicarsi sulla regina e sui suoi figli se il re non avesse firmato il Bill of Attainder. Carlo infine diede il suo assenso, osservando tristemente "La condizione di Lord Strafford è più felice della mia". L'arcivescovo Laud scrisse che l'abbandono di Strafford da parte del re aveva dimostrato che Carlo era "un principe mite e gentile, che non sapeva come essere grande".

### Morte e conseguenze

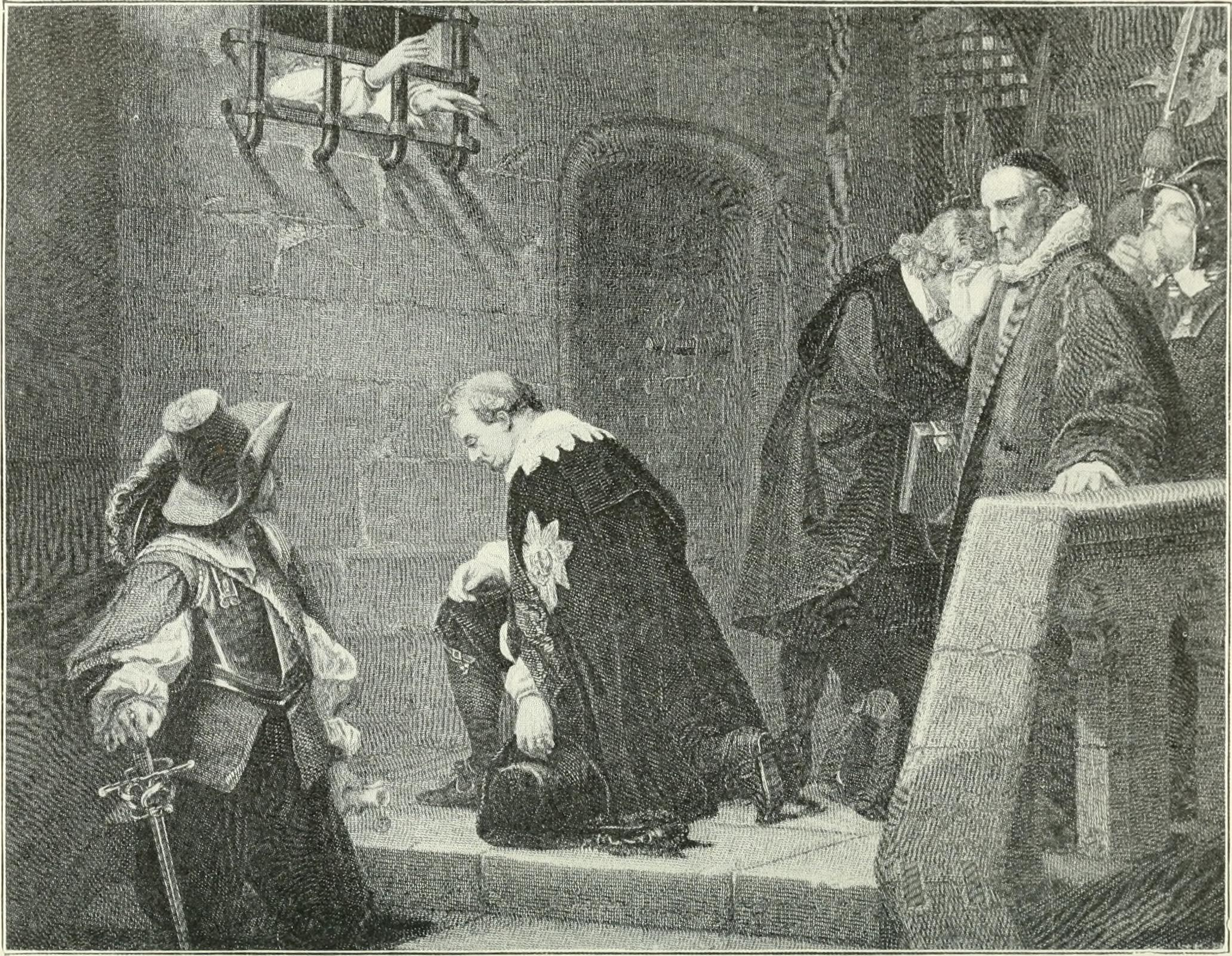
Il conte di Strafford si prepara all'esecuzione

Strafford fu decapitato a Tower Hill il 12 maggio 1641, dopo avere ricevuto la benedizione dell'arcivescovo Laud (anch'egli imprigionato nella Torre e giustiziato il 10 gennaio 1645). Fu giustiziato davanti a una folla stimata, probabilmente con qualche esagerazione, in 300.000 persone.
Quando Carlo I salì sul patibolo otto anni più tardi, affermò che Dio aveva permesso la sua esecuzione per punirlo di aver acconsentito alla morte di Strafford. Nel 1660, la Camera dei Lord votò la cancellazione del verbale della condanna di Strafford dal suo diario ufficiale, con l'intenzione di ripudiarne la validità legale.